# Paula Pöhlsen
Paula Pöhlsen, née le 11 septembre 1913 et morte à une date inconnue, est une gymnaste artistique allemande.

## Biographie
Paula Pöhlsen remporte aux Jeux olympiques d'été de 1936 à Berlin la médaille d'or du concours général par équipes féminin avec Käthe Sohnemann, Anita Bärwirth, Erna Bürger, Isolde Frölian, Trudi Meyer, Friedl Iby et Julie Schmitt.